# Balıkesirspor Kulübü
Il Balıkesirspor Kulübü è una società calcistica turca di Balıkesir. Milita nella TFF 3. Lig, la quarta serie del calcio turco.
Fondato nel 1966, gioca le gare casalinghe allo stadio Atatürk di Balıkesir.

## Organico

### Rosa 2020-2021
Aggiornata al 1º febbraio 2021.
| N. |                               | Ruolo | Calciatore         |
| -- | ----------------------------- | ----- | ------------------ |
| 1  | Croazia (bandiera)            | P     | Andrija Vuković    |
| 3  | Turchia (bandiera)            | D     | Berat Aydoğdu      |
| 4  | Turchia (bandiera)            | C     | Abdülkadir Kayalı  |
| 5  | Turchia (bandiera)            | C     | Serdar Güncü       |
| 6  | Turchia (bandiera)            | D     | Alperen Erdinç     |
| 10 | Rep. Centrafricana (bandiera) | C     | Foxi Kéthévoama    |
| 11 | Kosovo (bandiera)             | A     | Oltion Bilalli     |
| 12 | Turchia (bandiera)            | C     | Muhammed Ali Dogan |
| 13 | Turchia (bandiera)            | D     | Mert Örnek         |
| 14 | Costa d'Avorio (bandiera)     | C     | Cedric Kore        |
| 16 | Turchia (bandiera)            | C     | Sedat Dursun       |
| 17 | Turchia (bandiera)            | D     | Uğur Aygören       |
| 18 | Ghana (bandiera)              | A     | Mahatma Otoo       |
| 19 | Turchia (bandiera)            | P     | Atilla Özmen       |
| 21 | Svizzera (bandiera)           | C     | David Kılınç       |
| 22 | Turchia (bandiera)            | D     | Ayberk Kaygısız    |
| 24 | Turchia (bandiera)            | C     | Anıl Taşdemir      |
| 25 | Turchia (bandiera)            | C     | Sedat Yiğit Kurnaz |
| 28 | Turchia (bandiera)            | P     | Şahin Bayram       |
| 29 | Slovenia (bandiera)           | A     | Roman Bezjak       |
| 30 | Nigeria (bandiera)            | D     | Abraham Nwankwo    |
| 33 | Danimarca (bandiera)          | A     | Oğuz Han Aynaoğlu  |

| N. |                     | Ruolo | Calciatore          |
| -- | ------------------- | ----- | ------------------- |
| 35 | Turchia (bandiera)  | D     | Batuhan İşçiler     |
| 36 | Turchia (bandiera)  | A     | Andaç Güleryüz      |
| 39 | Croazia (bandiera)  | C     | Antonio Mršić       |
| 44 | Turchia (bandiera)  | D     | Oguzhan Capar       |
| 45 | Kosovo (bandiera)   | A     | Arb Manaj           |
| 48 | Ucraina (bandiera)  | C     | Dzhemal Kyzylatesh  |
| 53 | Turchia (bandiera)  | D     | Birol Parlak        |
| 55 | Turchia (bandiera)  | C     | Enes Ilkin          |
| 63 | Turchia (bandiera)  | A     | Halil Çolak         |
| 66 | Turchia (bandiera)  | C     | Hasan Özkan         |
| 71 | Serbia (bandiera)   | C     | Nemanja Mihajlović  |
| 77 | Turchia (bandiera)  | D     | Doğa İşeri          |
| 81 | Turchia (bandiera)  | C     | Taşkın Çalış        |
| 86 | Turchia (bandiera)  | A     | Abdulkadir Özgen    |
| 88 | Turchia (bandiera)  | C     | Ümit Doğru          |
| 90 | Turchia (bandiera)  | A     | Bedirhan Kolkoparan |
| 91 | Turchia (bandiera)  | C     | Enes Durmus         |
| 93 | Turchia (bandiera)  | C     | Cumali Bişi         |
| 97 | Turchia (bandiera)  | A     | Berkay Aykurt       |
| 98 | Germania (bandiera) | C     | Erdal Öztürk        |
| 99 | Turchia (bandiera)  | P     | Yiğithan Kır        |

## Statistiche
- 1966-75: TFF 2. Lig
- 1975-76: TFF 1. Lig
- 1976-86: TFF 2. Lig
- 1986-92: TFF 3. Lig
- 1992-96: TFF 2. Lig
- 1997-01: TFF 3. Lig
- 2001-06: Bölgesel Amatör Lig
- 2006-10: TFF 3. Lig
- 2010-2013: TFF 2. Lig
- 2013-:TFF 1. Lig

## Palmarès

### Competizioni nazionali
- TFF 2. Lig: 1

2012-2013 (gruppo bianco)
- TFF 3. Lig: 2

1991-1992, 2009-2010

### Altri piazzamenti
- TFF 1. Lig:

Secondo posto: 2013-2014
- TFF 2. Lig:

Secondo posto: 2011-2012 (girone Bianco)